# 胖子行动队
《胖子行动队》（英語：Fat Buddies），是一部于2018年上映的喜剧电影。由文章、包贝尔领衔主演，2018年9月30日于中国大陆上映。劇情講述特工“J”（文章飾）在執行一次A級任務時頭部中槍，導致顱內下丘腦受損。養傷期間，J漸漸變成了一個三百斤的大胖子，並患有嚴重的嗜睡症，但J依然認為自己是一個王牌特工。終於，J再次接到任務，隻身前往日本取回機密文件。文件得手後，J卻擅自拆開文件決定替組織繼續完成隱藏其中的任務，不料卻暈倒在居酒屋。醫院醒來的J結識了保安郝英俊（包貝爾飾），郝英俊為了證明自己不是個一事無成的廢物毅然決然地加入任務中。這對臨時拍檔在執行任務的過程中，經歷一次又一次令人啼笑皆非、險象環生的危機......
插曲 黄明志、二宫芽生《东京盆踊》这是黄明志首次在中国里面有他的作品

## 演员列表

### 主要演员
| 演员姓名 | 角色名称 | 介绍        |
| 文章     | 贾建军   | 特務，代號J |
| 包贝尔   | 郝英俊   | 醫院警衛    |

### 其他演员
| 演员姓名 | 角色名称 | 介绍                                     |
| 郭京飞   | 麥天佑   | 毒品工廠的大老闆，有口吃問題             |
| 克拉拉   | 金秀珠   | 郝英俊老婆                               |
| 辣目洋子 | 初夏     | 間諜特工                                 |
| 许君聪   | F        | 光頭上有刺青的手下                       |
| 曾一竣   | K        | 一頭金髮，手上玩著遊戲機的手下，身手敏捷 |
| 張夢露   | C        | 一頭紅髮耍雙刀的女手下                   |
| 木幡龙   | 黑幫老大 | 被車輾過腳教導小弟對人有禮貌的老大       |
| 陈作深   | 黑幫小弟 |                                          |
| 戚玉武   | 戚警官   | 會說中文的警官                           |
| 上田奏   | 久美子   | 黑幫老大的老婆                           |
| 文隽     | 小個子男 |                                          |
| 叶蜂     | 加藤     |                                          |
| 宋佳     | 特工美女 |                                          |
| 賈玲     | 沙灘美女 |                                          |
| 吴国岱   | 毒贩老大 |                                          |
| 仓田保昭 | 醫院院长 | 法拉利被借走的院長                       |

## 电影歌曲
| 曲別 | 歌名         | 作曲   | 作詞   | 演唱             | 备注                               |
| ---- | ------------ | ------ | ------ | ---------------- | ---------------------------------- |
| 插曲 | 《东京盆踊》 | 黄明志 | 黄明志 | 黄明志、二宫芽生 | 这是黄明志首次在中国里面有他的作品 |